# Castillon (Cantone di Artix et Pays de Soubestre)
Castillon è un comune francese di 291 abitanti situato nel dipartimento dei Pirenei Atlantici nella regione della Nuova Aquitania.

## Società

### Evoluzione demografica
Abitanti censiti